# Mlakva (Kupres, BiH)
Mlakva je naseljeno mjesto u općini Kupres, Federacija Bosne i Hercegovine, BiH.

## Stanovništvo

### 1991.
Nacionalni sastav stanovništva 1991. godine, bio je sljedeći:
ukupno: 40
- Hrvati - 38
- Srbi - 2

### 2013.
Na popisu 2013. godine bilo je bez stanovnika.

## Vanjske poveznice
- maplandia.com: Mlakve